# Nowotaniec
Nowotaniec – wieś w Polsce, w województwie podkarpackim, w powiecie sanockim, w gminie Bukowsko. Ma status sołectwa. Leży na Pogórzu Bukowskim nad potokiem Pielnica. W 2011 wieś zamieszkiwały 423 osoby.
| SIMC    | Nazwa   | Rodzaj    |
| ------- | ------- | --------- |
| 0346715 | Granice | część wsi |
| 0346721 | Kolonia | część wsi |

Nowotaniec uzyskał lokację miejską w 1444 roku, zdegradowany w 1918 roku. 
Wieś położona jest przy drodze wojewódzkiej nr 889 z Sieniawy, przez Bukowsko do Szczawnego. Droga ta łączy się z DW982 prowadzącą przez Radoszyce na Słowację. Z Nowotańca w kierunku północnym przez Nadolany i Jędruszkowce do Pisarowiec biegnie droga powiatowa 2207R, łącząca DW889 z drogą krajową nr 28 łączącą Sanok z Rymanowem. Wieś graniczy od zachodzie z Wolą Sękową, na północy z Nadolanami, od strony południowej z Nagórzanami. Na północ od wsi biegnie linia kolejowa z Sanoka do Rzeszowa: najbliższa stacja kolejowa znajduje się w odległych o około 9 km Nowosielcach.

## Historia

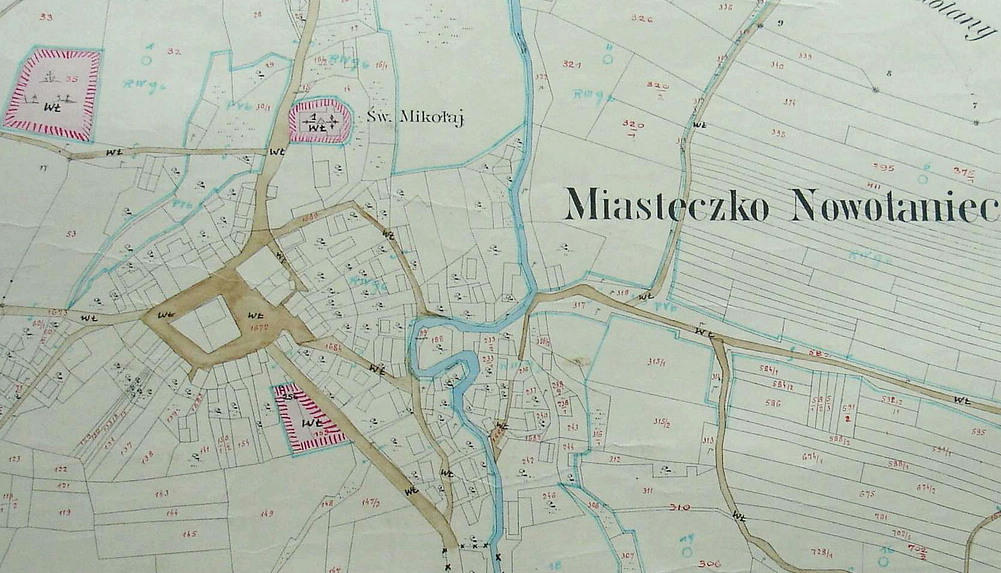
Plan Nowotańca z 1852

Historia miejscowości datowana jest od 1340, gdy król Kazimierz III Wielki przyłączył Grody Czerwieńskie do Polski. Wieś początkowo niemiecka z biegiem lat uległa polonizacji.
W 1366 król Kazimierz III Wielki wydając przywilej lokacyjny pozwolił discreto Phalislao Rzoslon założyć wieś na prawie niemieckim (tzw. prawo magdeburskie) po obu stronach potoku zwanego Brzozowa. W 1444 po uzyskaniu przywileju miejskiego miejscowość uzyskała prawo urządzania 2 jarmarków w roku w wigilię Zielonych Świątek i dzień Narodzenia Najświętszej Marii Panny (8 września) oraz targ tygodniowy organizowany we wtorki.
W 1419 król nadał za zasługi szlachetnemu rycerzowi Matjaszowi Czarnemu wieś Brzozowa, zwaną także Lobetanz. Nowotaniec był własnością rodziny Balów herbu Gozdawa do połowy XVI w.
Nowotaniec to miasto od 25 lutego 1444 według przywileju króla Władysława wydanego w Orszawie nad Dunajem. W 1435 pojawiła się po raz pierwszy nazwa Nowotaniec. Kościół parafialny pw. św. Mikołaja wzmiankowany jest od 1424.
Parafię nowotaniecką założył w 1462 Jan Bal (zm. 1480), stolnik sanocki. Od 1508 część miasta należała do Macieja Wzdowskiego, a następnie do jego syna Adama. W 1511 Maciej Wzdowski nadał miastu kolejne przywileje, a w 1520 jego syn Adam powierzył dzierżawcy swemu Pawłowi Dynowiczowi osadzenie tu nowych kmieci. W latach 1558–1713 pod wpływem prądów reformatorskich w Nowotańcu powstał kościół tzw. helwecki
W 1613 protestanci oddali katolikom świątynię, budując nową. W 1698 odbywał się jeszcze w Nowotańcu synod kalwiński.
XVIII w. to okres upadku miejscowości. W 1624 Tatarzy zniszczyli dobra należące do całej parafii, kościół oraz kaplicę należącą do Nowotańca w Bukowsku. W 1647 Władysław IV Waza zapewnił Nowotańcowi gospodarczą pomyślność, wydając w tym roku przywilej na skład wina węgierskiego. W 1673 mienie mieszczan nowotanieckich zostaje złupione po raz pierwszy przez wojska własnego autoramentu. W tym samym roku dobra Stanów, w tym sam Nowotaniec, łupi ich własna siostra, Krystyna Zalewska z Biecza. Wskutek pożaru całej parafii Sejm Wiszeński (Sądowa Wisznia) z 1714 zwolnił Nowotaniec od wszelkich podatków. W 1713 na prośbę braci Stanów król August II Sas ustanowił w Nowotańcu cztery jarmarki roczne, a mianowicie w dzień św. Filipa i Jakuba apostołów (3 maja), w pierwszą niedzielę po św. Trójcy, w dzień Narodzenia Najświętszej Marii Panny (8 września) oraz w dzień św. Marcina (11 listopada). Mimo tego miasteczko nie wróciło już do dawnej świetności. W 1717 r. w wyniku utraty wpływów przez protestantów oraz porażki stronnictwa proszwedzkiego Stanowie sprzedają Nowotaniec oraz przyległe wsie katolikowi, łowczemu lwowskiemu Józefowi Bukowskiemu za kwotę 52.370 złp i zobowiązanie spłaty siostry Stanów w kwocie 9.500 złp. Przywilej targowy Nowotaniec traci w roku 1748 na korzyść oddalonego o 4 km Bukowska novae fundationis. Po Bukowskich Nowotaniec zostaje sprzedany Gumowskim. Tu mieszkał dziedzic zamku i Nowotańca Jakub Ignacy Bronicki.
W końcowym okresie konfederacji barskiej, w maju 1772 r., od południa weszły do miejscowości oddziały austriackie, głównie z węgierskiego wówczas Preszowa (tzw. preszowska straż przednia), dowodzone przez gen. Esterhazy’ego.
W wydanym po raz pierwszy w 1786 r. dziełku pt. „Geografia (...) Galicyi i Lodomeryi” jego autor, Ewaryst hrabia Kuropatnicki zanotował: Nowotaniec. Domem murowanym i jarmarkami miasteczko sławne. Po Bronickim, marszałku konfederacyi sanockiej, który na konfederacyi życia dokonał, między dwie jeszcze nie dzielne córy spada to dziedzictwo, to jest na Jmć panią Wiktorową i na Jmć P. hrabinę Jaworską.
Do 1772 (I rozbiór Polski) miasteczko należało administracyjnie do ziemi sanockiej województwa ruskiego. Od 1772 do cyrkułu leskiego, a następnie sanockiego. Po reformie administracyjnej w 1864 był to powiat sądowy Bukowsko, gmina Bukowsko, starostwo sanockie w kraju Galicja. W 1898 miasteczko liczyło 634 mieszkańców, ogółem były 103 domy. Większość poborowych służyła w sanockim 45 Galicyjskim Regimencie Piechoty Arcyksięcia Józefa Ferdynanda.
W latach 1812–1944 miejscowość była własnością szlachecką, należącą do rodziny Krzywkowicz-Poźniak herbu Przestrzał (m.in. Adolf Poźniak). Rodzina Stanów sprzedała miejscowość, która do 1944 r. pozostała w prywatnych rękach.
7 listopada 1918 powołano w Nowotańcu radę robotniczo–chłopską, powstałą w związku z proklamowaniem tzw. Republiki Tarnobrzeskiej.
W 1928 miasteczko posiadało Ochotniczą Straż Pożarną, ośrodek medyczny, kasę kredytową Stefczyka, stolarnię, kuźnię, rzeźnię oraz kilka sklepów. Do września 1939 funkcjonowała 7-klasowa szkoła podstawowa. Poza działalnością zarobkową w rolnictwie oraz rzemiośle część mieszkańców znalazła zatrudnienie w Sanockiej Fabryce Wagonów, na kolei oraz w zakładach gumowych Schmidta.
Na początku II wojny światowej miasteczko zostało zajęte przez oddziały niemieckie 10 września 1939, rano w niedzielę.
W listopadzie 1939, po przywróceniu organizacji szkół powszechnych, w miejsce zlikwidowanej szkoły 7-klasowej powstała w Nowotańcu szkoła 6-klasowa.
W okresie do sierpnia 1944 mieściła się w Nowotańcu Placówka AK nr IV. Od lata 1944 w Nowotańcu działała również placówka BCh. Na początku sierpnia 1944 do Nowotańca dotarły pierwsze oddziały Armii Czerwonej. 12 sierpnia Niemcy rozkazali przeniesienie się cywilnej ludności do Bukowska, po czym zorganizowali obronę w miasteczku. Następnego dnia odrzucili radziecki atak aż do Jędruszkowiec i w okolice górnej Pielni. Front w tym stanie ustalił się i trwał do 16 września 1944.
Początki ofensywy radzieckiej dały o sobie znać w miasteczku 14 września 1944, kiedy to podczas sowieckiego lotniczego bombardowania zginęło 16 osób, a 16 domów zostało zburzonych. W nocy z 15 na 16 września artyleria niemiecka ze Stawisk (część Nadolan) wycofała się w kierunku Woli Sękowej, a rano w sobotę oddziały czechosłowackie zajęły Nowotaniec, Nadolany i Nagórzany. Do Pielni słowaccy żołnierze dotarli o godz. 9.30 rano. Ostatnie wojskowe auto niemieckie opuściło Nowotaniec 16 września 1944 r. o godz. 8 rano, kierując się przez rynek, a następnie polną drogą w stronę Woli Sękowej. W październiku 1944 komenda placówki AK w Nowotańcu po wkroczeniu Armii Czerwonej została aresztowana przez NKWD.
Walki z ukraińskim podziemiem przyniosły duże zniszczenia Nowotańca – 6 kwietnia 1946 oddziały UPA spaliły zupełnie dwie wioski, w tym Nowotaniec, z których pozostały jedynie: kościół, plebania, szkoła i trzy domy. Nowotaniec utracił prawa miejskie po 1946.
W latach 1954–1972 wieś należała i była siedzibą władz gromady Nowotaniec. W latach 1975–1998 miejscowość położona była w województwie krośnieńskim.

## Architektura

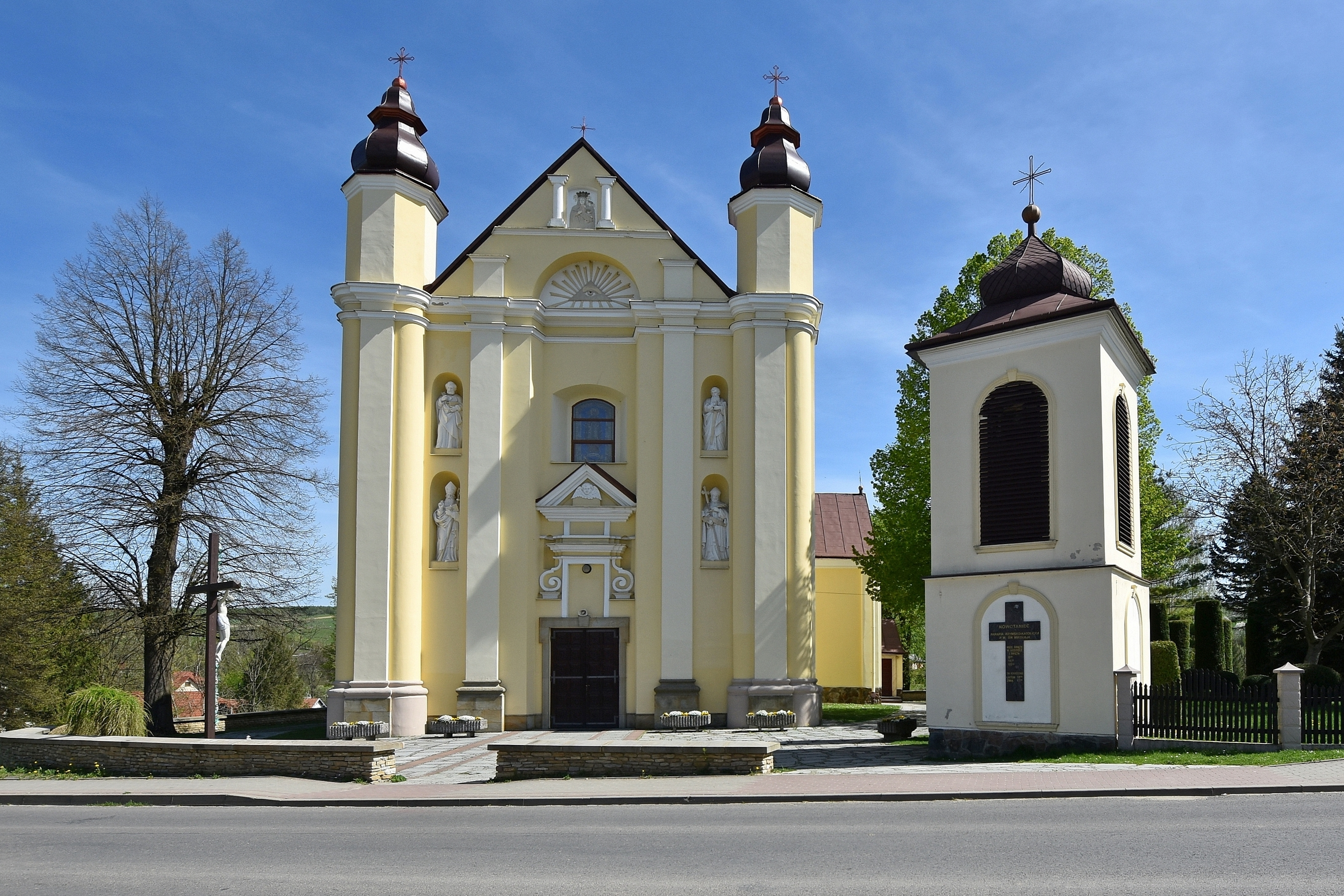
Kościół parafialny pw. św. Mikołaja fundacji rotmistrza Bukowskiego z roku 1743 – zachodnia fasada; w tle wzgórze Bukowica, 2007

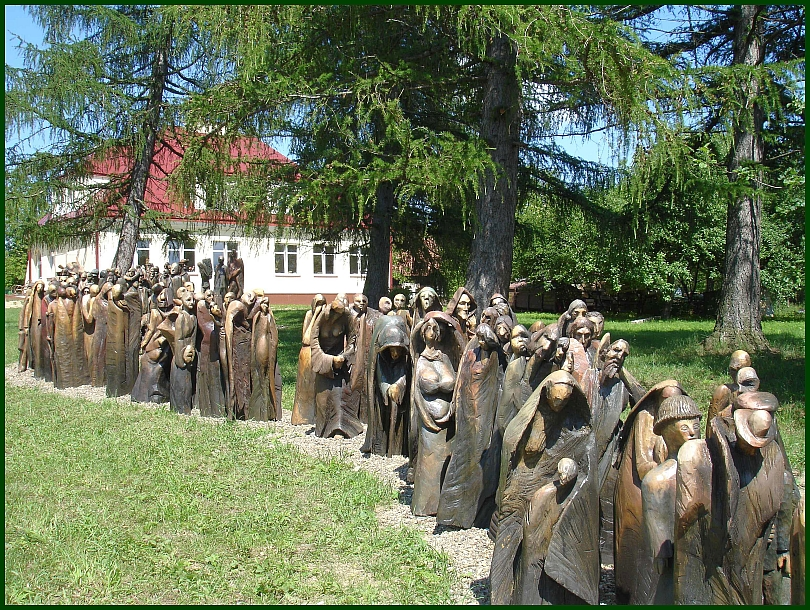
Exodus Wola Sękowa

Osada położona po obu brzegach potoku Brzozowa, na jednym ze szlaków handlowych prowadzących na Węgry, którą założył na mocy przywileju królewskiego w 1366 na 80 łanach Falisław de Rzosłon.
Pierwotnie ośrodkiem miasteczka lokowanego w 1444 był rynek na rzucie zbliżonym do kwadratu (prawdopodobnie była tu wcześniej osada targowa Lobetans (1409) wybudowana wokół okrągłego placu), w środku którego znajdował się ratusz, na północy położony był łaciński kościół parafialny pw. Najświętszej Marii Panny i św. Mikołaja, zbór kalwiński stał obok kościoła w stronę zamku, w dolnej części rynku znajdowała się bożnica oraz rytualna łaźnia. W 1508 „Novotanyecz oppidulum” miało cztery karczmy warzące piwa i płacące po 18 groszy podatku. Z przywileju wydanego w 1511 przez Adama Wzdowskiego, wynika, że w ratuszu urządzona była postrzygalnia, waga miejska, natomiast pod ratuszem kramy przekupniów, oraz ramy sukienników dla urządzania blechy. W 1515 właściciel tych dóbr Mikołaj II płacił podatki od 12 łanów ziemi, młyna i trzech karczm. W 1589 miasto płaciło szosu 4 floreny 24 gr., od bani gorzałki 1 floren, rzemieślników 2, komorników 4, handlarzy 2. Od 1446 Oppidulum, miasteczko Novothancze posiadało dwa przedmieścia (obecnie wsie) – od północy Nadolany, od południa Nagórzany o pow. 6 ½ łana (1589). Zamek znajdował się naprzeciwko obecnego kościoła, obok cmentarza założonego w 1784, na wzgórzu zwanym „Na Zamku”. Wcześniejszy cmentarz znajdował się obok kościoła. Na obrzeżach miasteczka do połowy XVIII w. funkcjonował również cmentarz protestancki kirchof, zlokalizowany w połowie drogi między Nowotańcem a Wolą Sękową. Obecnie w tym miejscu stoi kapliczka przydrożna pw. św. Tekli. Przy granicy miasteczka z Wolą Sękową nad potokiem Mętnym położony był również cmentarz żydowski. W miejscu tym do chwili obecnej zachowało się kilka macew. Według lustracji sporządzonej przez władze austriackie w 1785 grunty nowotanieckie podzielone były na 4 niwy. Pierwsza niwa skupiała się wokół domów w centrum miasteczka obejmowała również kościół i cmentarz. Druga niwa zwana Zaliczki skupiała się po zachodniej stronie osady do granic z Nadolanami i Nagórzanami, niwa trzecia zwana Stawiska graniczyła z Nadolanami. Niwa czwarta zwana Zapłociska ciągnęła się wzdłuż drogi o tej samej nazwie do wsi Wolica i Bukowsko aż do rzeki Sanoczek. Ogółem w 1819 miasteczko liczyło 93 domy mieszkalne. Z biegiem lat pierwotnie miasteczko, przekształcone stopniowo w osadę rolniczą.
Królewszczyzną nie był Nowotaniec nigdy. Władali nim przez wieki Balowie, Wzdowscy, Stanowie, Bukowscy, Broniccy, Gumowscy, Brochwicz-Wiktorowie, Sas-Jaworscy i Krziwkowicz-Poźniakowie. Poźniakowie do końca II wojny światowej.
Obok takich miejscowości jak Bukowsko, Jaśliska, Nagórzany i Niebieszczany miejscowość do 1946 leżała na terenach południowego pograniczna kulturowego poza zasięgiem zwartego osadnictwa polskiego (wyspa językowa), otoczona wsiami z dominującą przewagą ludności rusińskiej.

### Parafia
Ustalenie granic parafii nastąpiło w dekrecie biskupim w 1668. Pożar z 1714 zniszczył kościół, który spłonął z całym wyposażeniem. W 1745 odbudowany jako murowany i konsekrowany.

### Synagoga
Powstała pod koniec XIX w., obecnie już nieistniejąca synagoga. Murowany dom z kamienia łamanego, pokryty blachą. Obok synagogi znajdowała się również murowana rytualna mykwa. Dom modlitwy prowadzony przez Rochmesów usytuowany był po północnej stronie nowotanieckiego rynku, obok domu Thalenbergów. Synagoga została zdewastowana w 1946 podczas kolejnych podpaleń i ataków UPA na miasto.

### Zamek Stanów
Zbudowany prawdopodobnie pod koniec XV w., obecnie zrujnowany, średniowieczny zamek. W okresie międzywojennym widoczne były jeszcze pozostałości piwnic zamkowych, które zostały zasypane prawdopodobnie pod koniec wojny. W 1976 badania archeologiczne w Nowotańcu prowadzili archeolodzy z Sanoka.

## Środowisko naturalne
| Grunty orne | 339,8 ha |
| Pastwiska   | 32,1 ha  |
| Lasy        | 22 ha    |
| Łąki        | 13,5 ha  |
| Sady        | 5,9 ha   |
| Pozostałe   | 20,4 ha  |

### Klimat
Nowotaniec leży w strefie klimatu górskiego. Cechą charakterystyczną są tu porywiste ciepłe wiatry zwane fenami wiejące od południa poprzez Przełęcz Dukielską oraz łupkowską, stąd też cała okolica zwana jest przez miejscowych wichrowymi wzgórzami. Najkorzystniejsze warunki klimatu Pogórza Bukowskiego posiadają stoki o nachyleniach pow. 5% przy ekspozycji do słońca od strony południowej, południowo-wschodniej i południowo-zachodniej. Jako dobrze nasłonecznione tereny te posiadają bardzo korzystne warunki termiczno–wilgotnościowe odpowiednie dla osadnictwa i rolnictwa. Okres zalegania pokrywy śnieżnej waha się w granicach 60 – 80 dni, liczba dni z przymrozkami waha się od 110 – 120 w roku, a dni mroźnych jest około 30. Średnia roczna suma opadów waha się w granicach 700 – 900 mm. Okres wegetacyjny w gminie Bukowsko trwa przeciętnie 200 dni w roku. Większa część opadów przypada na wiosnę i początek lata.
Najpogodniejszymi okresami w roku są koniec lata i jesień. Zima jest okresem o największym zachmurzeniu. Średnia roczna temperatura wynosi 8 °C, średnia stycznia – 3 °C, średnia lipca 18 °C,

### Flora
Kompleksy leśne na tym terenie mają charakter mieszany, przeważają zespoły bukowe, które są zarazem najcenniejszy gatunkiem w drzewostanie okolicy, oraz nieznaczna domieszka jodły pospolitej. Do gatunków drzew często spotykanych w okolicznych lasach należą również: jawor, osika, lipa drobnolistna i dąb.

#### Pomniki przyrody w Nowotańcu[40]
- Sosna wejmutka – rosnąca na działce stanowiącej własność Skarbu Państwa, wymiary drzewa: obwód pnia – 280 cm, wysokość 26m, wiek około 250 lat
- buk rosnący na działce Skarbu Państwa, wymiary drzew: obwód pnia 200 cm, wysokość: 24m, wiek około 350 lat (odmiana czerwonolistna)
- dwie lipy (drobnolistna i szerokolistna) – rosnące na działce stanowiącej własność Skarbu Państwa, wymiary drzew: obwody: 515 i 370 cm, wysokość 21 i 25m, wiek około 400 i 300 lat
- trzy klony (2 klony zwyczajne i 1 klon jawor) – rosnące na działce Skarbu Państwa, wymiary drzew: obwody pni: 280 cm, 280 cm, 310 cm, wysokość 121m, 22m, 19m, wiek około 200 – 250 lat
- pięć topól czarnych – rosnących na działce Skarbu Państwa, wymiary drzew: obwody pni: 500 cm, 375 cm, 365 cm, 360 cm, 310 cm, wysokości drzew 19 – 21m, wiek około 300 – 350 lat

## Toponimika nazwy wsi
- Lobedanc, Lobentancz, Lobetancz, Lobentanz, Nebetanz, Lobotanecz, Lubentancz, Lubothancze, Labentancz – XV wiek[41]
- Lobetans – 1409[42][43],
- genannt villa Brzozowa alias Lobetancz in terra sanocensis – 1419[44].
- Lubetancz, Lobedanc – 1424[45].
- Lobotanecz (ta od nazwiska pierwszego właściciela Piotra Lobetanza) – 1437

Podstawą przyjęcia nazwy była wśrn. forma Lobetans, którą na gruncie polskim przyjęto jako Lubotaniec (drugi człon nazwy od apelatywu „taniec”). Podstawy: niem. lobe (pol. wesoły) + niem. tanz (taniec) mogą sugerować pochodzenie nazwy „Nowotaniec” od istniejącej tu wcześniej karczmy. Wariant  (2) od nazwy osobowej „Lobentans” – Piotra Labentans,  (3) od nazwy topograficznej na Morawach, ta w związku z saksońską akcją kolonizacyjną w wyniku której powstała nowa grupa etniczna (zob. Głuchoniemcy).
W 2. połowie XV w. osadę lokowano powtórnie i w związku z tym nastąpiła zmiana nazwy na Nowotaniec.
Na ziemi sanockiej w pobliżu Nowotańca adaptowane były i inne niemieckie nazwy miejscowości na język polski, m.in. Haczów Hanshoff, Jaśliska Hohenstaht, Zarszyn Sehrschoen, Poraż Kuntzendorf, Rymanów Reimanhaw (Dąbrówka Niemiecka), Brzozów Bresen, położone wzdłuż szlaku komunikacyjnego z zachodu na wschód, a obecnie drogi nr 28 Zator – Wadowice – Nowy Sącz – Gorlice – Biecz – Jasło – Krosno – Sanok – Medyka. Główne skupisko tych osad znajduje się na obszarze tzw. Dołów Jasielsko-Sanockich po prawej i lewej stronie dorzecza Wisłoki.

## Polityka w Nowotańcu
Nowotaniec był przez szereg dziesięcioleci głównym ośrodkiem działalności lewicowej w powiecie sanockim. Tradycje te sięgają 1918, kiedy powstała tu jedna z pierwszych komunistyczna Rada Delegatów Chłopskich. 6 listopada 1918 na wiecu w Tarnobrzegu proklamowano utworzenie tzw. Republiki Tarnobrzeskiej. 7 listopada powołano Radę Robotniczo–Żołnierską w Przemyślu, tworząc tzw. Republikę Przemyską. W szeregu miejscowościach, m.in. w Sanoku, Nowotańcu, Nadolanach powstały rady robotniczo–chłopskie. W okresie międzywojennym z Nowotańca wywodziło się wielu działaczy KPP. Mieszkali tu Ludwik, Czesław i Józef Sieradzccy, Kazimierz Konieczny, Bronisław Rakoczy (członek Komunistycznej Partii Francji), Jan, Tadeusz i Feliks Dębiccy, Czesław Jakubowski, Bronisław Gackowski, Benedykt Krawiec, Edward Pawiak, Władysław Drozd, Józef Długosz, a także współpracujący z nimi Andrzej Dębicki z Wolicy i Jan Próżny z Woli Sękowej. Po 1942 za pośrednictwem Benedykta Krawca oraz komunistów krakowskich powstała w Nowotańcu komórka organizacyjna PPR. Pierwsze zebranie organizacyjne tej partii odbyło się w domu Józefa Długosza w Nowotańcu, po wcześniejszym kontakcie z Andrzejem Budą z Krakowa. W kilka dni później nastąpiło zaprzysiężenie nowych członków tej organizacji. Na sekretarza grupy wybrano wówczas Tadeusza Sieradzkiego, Nowotaniecka komórka PPR stanowiła jedną spośród 18 dzielnic Komitetu Podokręgowego „Nafta”. Kontakt z okręgiem utrzymywała Jadwiga Ludwińska „Sabina”, która kwaterowała w domu Anastazji Szczerby w Nadolanach. Późną jesienią 1943 spośród członków PPR z Nowotańca zorganizowana została grupa wypadowa Gwardii Ludowej. W lipcu 1944 nastąpił kolejny nabór do GL. We wrześniu 1944 sekretarzem został Tadeusz Dębicki. Początkowo w partii było niewielu członków – 20 w Sanoku i 15 na terenie powiatu. „Rozwojowi PPR skutecznie przeszkadzała działalność zbrojnych band ukraińskich i polskich”. Równolegle z działalnością komunistów z Nowotańca, podjęła współpracę wywiadowczą na rzecz Armii Czerwonej konspiracyjna komórka z Sanoka.
W 1924 została założona Niezależna Partia Chłopska w Nowotańcu; w 35. rocznicę tego wydarzenia w dniu 8 listopada 1959 odbyły się uroczystości w Nowotańcu w tym odsłonięcie tablicy upamiętniającej, czego dokonał sekretarz KW PZPR w Rzeszowie Jan Sabik; inskrypcja brzmiała: W dowód pamięci powstania komitetu organizacyjnego NPCh w Nowotańcu w 1924 r., walczącej o władzę robotniczo-chłopską – hołd składa ludność powiatu sanockiego.
Działalność polityczną prowadzili również członkowie powiatowej trójki politycznej Stronnictwa Chłopskiego Wł. Mistrzyk i L. Harkała, komendant SCh Władysław Malik, Kazimierz Sokołowski i Stanisław Silarski „Jałowiec” z Nadolan, następnie członek Stronnictwa Ludowego, członkowie gminnej trójki w Bukowsku oraz Mieczysław Śliwiak. W tajemnicy przed dowódcami NOW i AK poszczególni członkowie tych organizacji przechodzili do Sch a później BCh. Według części członków AK przystąpienie dowódca – plutonu z Nowotańca Jana Banasiewicza („Bohuna”) do Batalionów Chłopskich nastąpiło latem 1944.
W październiku 1944 komenda Placówki AK w Nowotańcu po wkroczeniu Armii Czerwonej została aresztowana przez NKWD, a dwóch jej członków dostało wyroki 2 lat zsyłki na Sybir. Julian Dziedzic i Eugeniusz Królicki wrócili z zesłania w 1946. Dla utrzymania porządku utworzono tu w 1945 tzw. milicję obywatelską, której komendantem w Nowotańcu został Kazimierz Konieczny członek PPR. Konieczny został zastrzelony przez członków podziemia antykomunistycznego, w odwecie za przekazywanie informacji sowieckiej NKWD. W 1945 roku szefem powiatowego Urzędu Bezpieczeństwa w Sanoku byli pochodzący z Nowotańca Tadeusz Sieradzki (23 l.) oraz przybywający w tej miejscowości Marcin Drozd (23 l.) mianowany zastępcą naczelnika sanockiego więzienia.
W czerwcu 2008, w wyborach uzupełniających do Senatu RP zwycięstwo odniósł w Nowotańcu Andrzej Lepper. W wyborach do parlamentu europejskiego w 2009 zwyciężyła w Nowotańcu Elżbieta Łukacijewska. W wyborach prezydenckich w 2010 zwyciężył w Nowotańcu Jarosław Kaczyński.

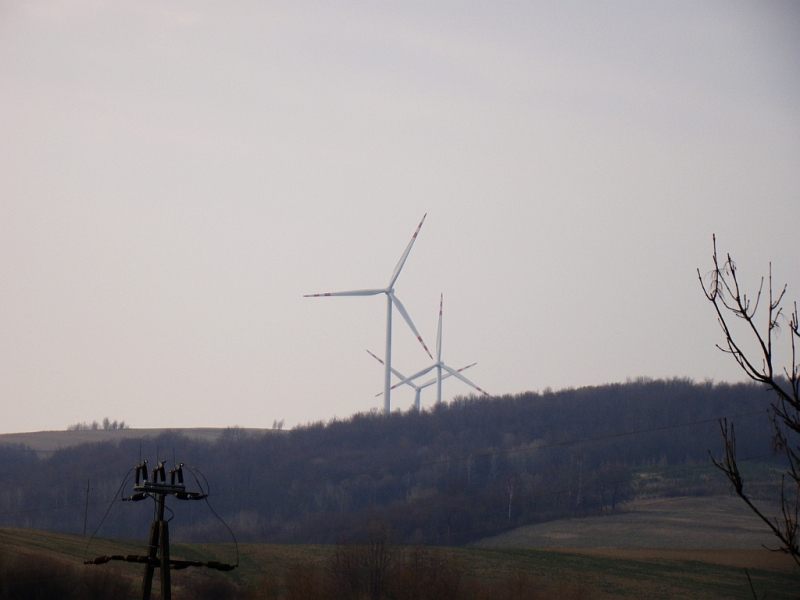
Farma Wiatrowa Bukowsko-Nowotaniec (fragment), 2011

## Oświata w Nowotańcu
1 września 1999 na bazie dotychczasowej szkoły podstawowej, powołano Zespół Szkół w Nowotańcu, w jego skład wchodzą: gimnazjum publiczne oraz szkoła podstawowa. W szkole kształci się ponad 250 uczniów na 12 oddziałach. Szkoła mieści się w dawnym budynku szkolnym wystawionym w latach 20. XX w., w 2000 dobudowano nowe skrzydło.
W parafii nowotanieckiej istniała w XVIII w. zimowa szkółka parafialna, utrzymywana przez proboszcza. Uczył w niej organista nauki czytania i pisania, ale tylko w porze zimowej. Natomiast każdej niedzieli miejscowy proboszcz nauczał religii, w soboty odpytywał oraz wizytował szkołę. Pod koniec XVIII w. nauczycielem nowotanieckim był miejscowy organista Antoni Ryglewicz, który prowadził zajęcia we własnym domu.
W 1912 w Nowotańcu funkcjonowała 2-klasowa szkoła ludowa, w której nauczali Ludwik Kłapouszczak, Bronisława Dobrowalska z Kurpielów, oraz Maria Kłapouszczakowa. 4-klasowa szkoła dla dzieci z Nowotańca mieściła się wtedy w Bukowsku, a jej kierownikiem był Leon Magierowski. W 1913 w Nowotańcu wybudowano nową piętrową murowaną 4 klasową szkołę powszechną oraz dwupokojowe mieszkanie dla nauczyciela. Pierwszym kierownikiem szkoły był Jan Radwański, który sprawował władzę w szkole do 1930.
Do września 1939 szkoła była 7 klasowa, a od listopada 1939 6 klasowa. Po agresji Niemiec na Polskę kierownikiem szkoły był nadal Jan Dzundza, który na stałe mieszkał w Sanoku. W latach 1940–1944 kolejnymi kierownikami szkoły byli Władysław Jara i, a następnie wysiedlony z Poznania Józef Jurdziński, religii nauczył wysiedlony również z Poznania ks. Antoni Szymczak.

## Sport
We wsi działa Ludowy Klub Sportowy „Cosmos” Nowotaniec założony w 1947 (pod obecną nazwą, zaczerpniętą od amerykańskiego klubu New York Cosmos, występuje od 1977).
Założycielami LZS-u byli: Edward Pieszczoch, Michał Wielgos, Bronisław Kowalaczyk, Tadeusz Silarski, Bolesław Toruń, Władysław Pituch, Stanisław Mindur oraz Andrzej Drozd. W okresie od 1947 do 1951 r. prezesami klubu byli Edward Pieszczoch i Roman Sieradzki. Najczęściej grającymi zawodnikami byli: Józef Królicki, Bronisław Kowalczyk, Tadeusz Kurnatowski, Bolesław Toruń, Henryk Sieradzki, Stanisław Balwierczak, Edward Czaban, Józef Długosz, Lesław Moszczak, Czesław Roczniak, Zdzisław Michoń, Kazimierz Słyszyk, Mieczysław Pituch, Mieczysław Kozimor, Zdzisław Frąckowiak, Zbigniew Królicki, Adam Królicki, Marian Kozimor, Jerzy Kozimor, Mieczysław Drozd oraz Edward Wilk. W klubie oprócz drużyny piłki nożnej istniała również sekcja piłki siatkowej. W 1977 roku klub nazwano Cosmos. – To na wzór Cosmosu Nowy Jork – tłumaczy H. Majka. – Byliśmy młodzi, chcieliśmy, aby nasz klub się fajnie nazywał. Od sezonu 2003/04 do sezonu 2006/07 klub występował w krośnieńskiej A Klasie. Po awansie kolejne cztery sezony grał w Klasie Okręgowej by w sezonie 2010/11 z dziewięcioma punktami przewagi nad drugim GKS Krościenko Wyżne/Pustyny awansować do IV ligi podkarpackiej. Pierwszy historyczny mecz w IV lidze Cosmos rozegrał w Nowotańcu 14 sierpnia 2011 roku o godz. 14:00 z Żurawianką Żurawica. Było to jednocześnie pierwsze zwycięstwo – 3:2 wywalczone dopiero z karnego w doliczonym czasie gry. Strzelcem pierwszego gola dla Cosmosu w IV lidze był Maciej Łoch.
Klub posiada własny stadion o pojemności 300 miejsc oraz boisko o wymiarach 92 × 61 m. Od lutego 2008 prezesem klubu jest Robert Pieszczoch, a grającym trenerem jest były piłkarz Stali Sanok Szymon Gołda. W klubie występują także inni zawodnicy Stali: Piotr Badowicz i Piotr Spaliński. W 2016 roku drużyna osiągnęła największy sukces awansując do III ligi, grupy IV, rozgrywek czwartego poziomu ligowego piłki nożnej mężczyzn w Polsce, dla 18 drużyn z województw: lubelskiego, małopolskiego, podkarpackiego i świętokrzyskiego. W 2023 Cosmos ponownie awansował na tenże szczebel, ale 3 lipca 2023 podjął decyzję o pozostaniu na poziomie IV ligi (w związku z brakiem możliwości rozgrywania domowych meczów w Nowotańcu).

## Zwyczaje i obrzędy
Do wybuchu wojny tzw. Lany Poniedziałek po Wielkanocy odbywał się w Nowotańcu we wtorek, według tradycji przekazywanej ustnie zwyczaj ten ma kilkuwiekową tradycję; odpust w Nowotańcu przypada na 26 lipca.
W 1774, 4 listopada jak wynika z zapisu sądu wójtowskiego w Sanoku, wydano wyrok pozwalający Żydowi Mośkowi Zelmanowiczowi na rzeźnictwo na potrzeby karczmy w Nagórzanach pod warunkiem że, „będzie przekazywał cechowi nowotaniewckiemu co roku po funcie wosku, na Boże Narodzenie i Boże Ciało oraz po 6 groszy kwartalnie w okresie tzw. żałomszy suchedniowych; miał też zapraszać braci cechowych w godnie święta na pół garnca wódki”
Dawne zwyczaje i obrzędy pielęgnuje zespół pieśni i tańca oraz kapela ludowa Bukowianie, której kierownikiem artystycznym był do 2007 Piotr Przyboś.

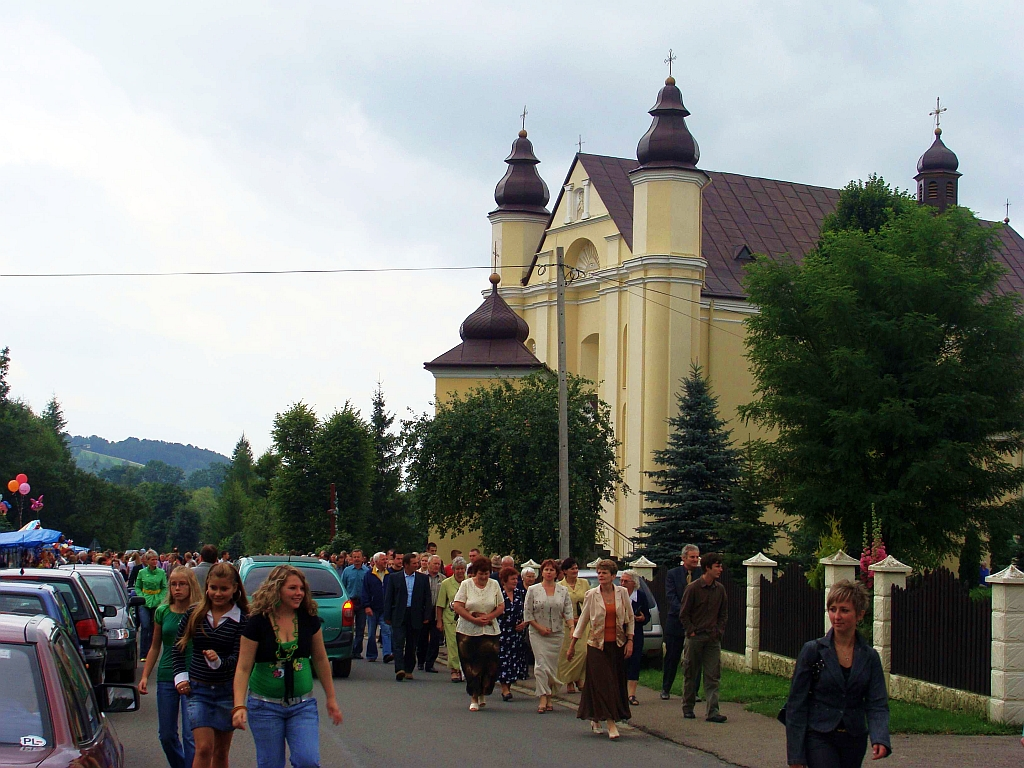
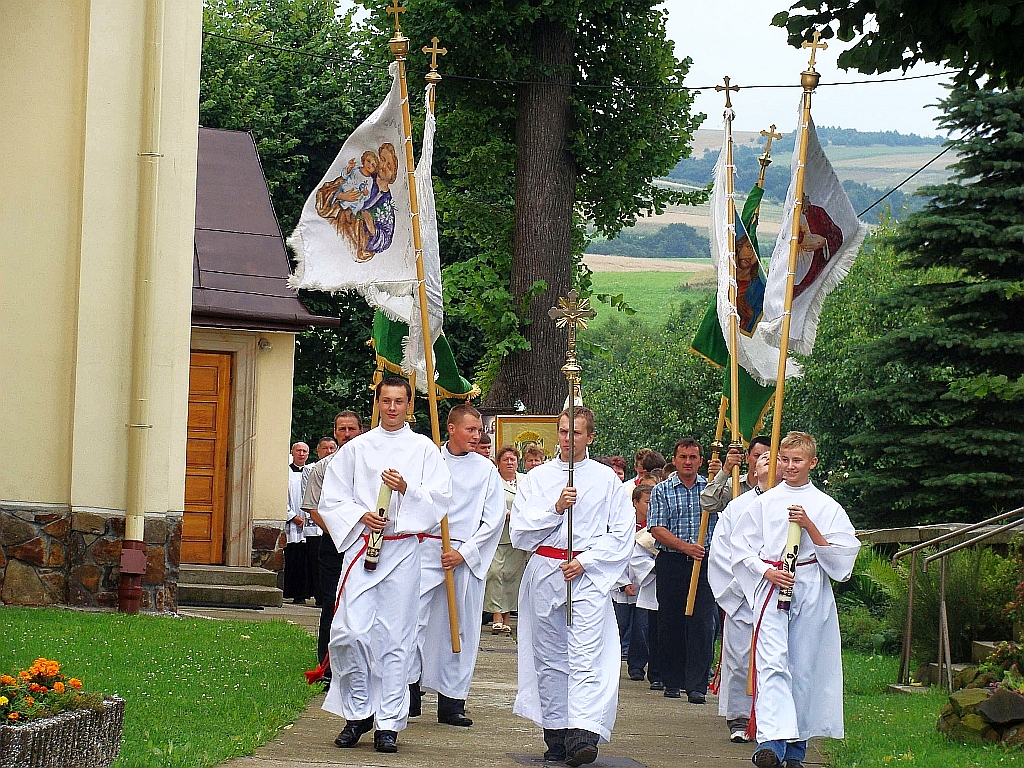
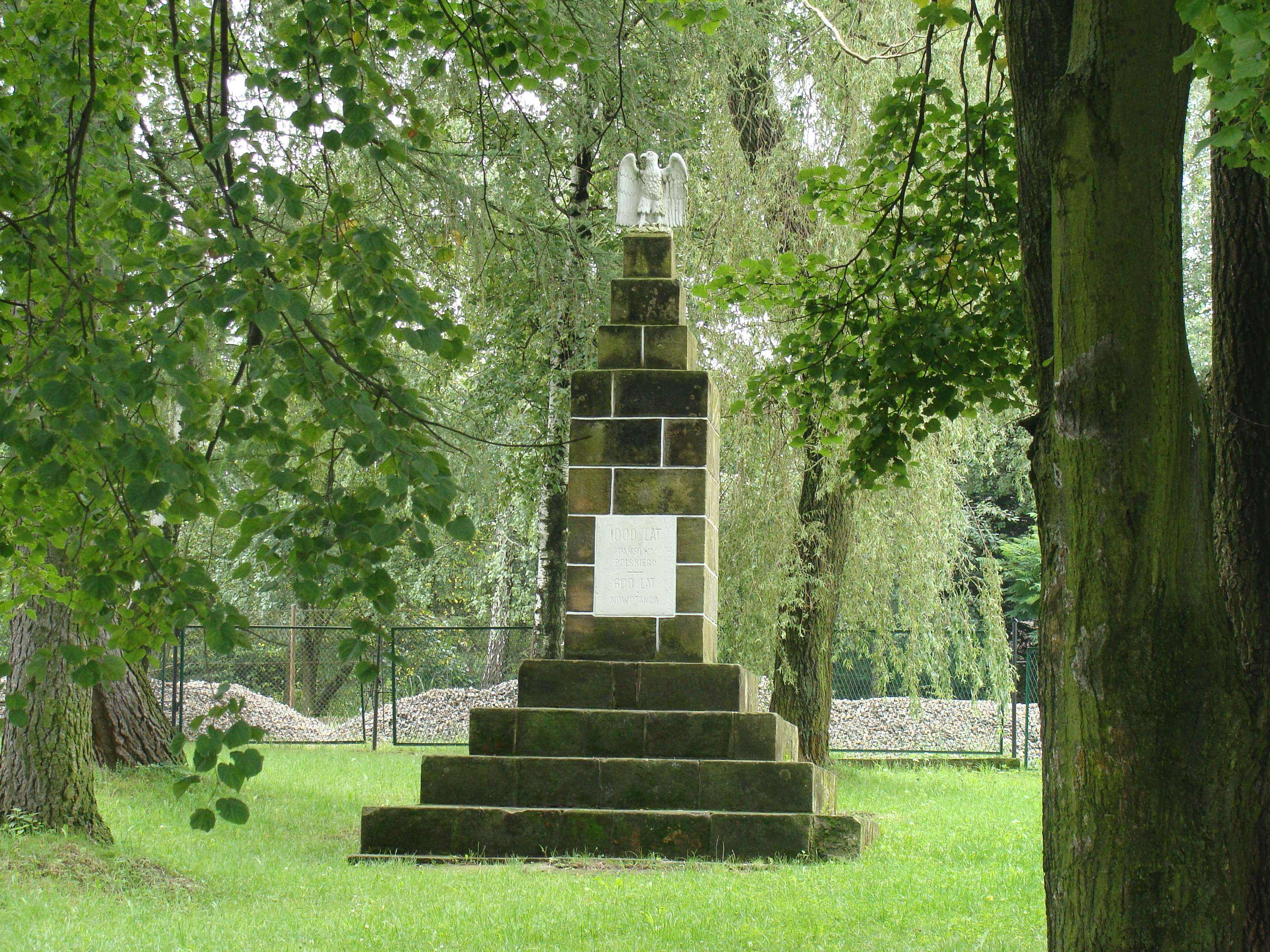
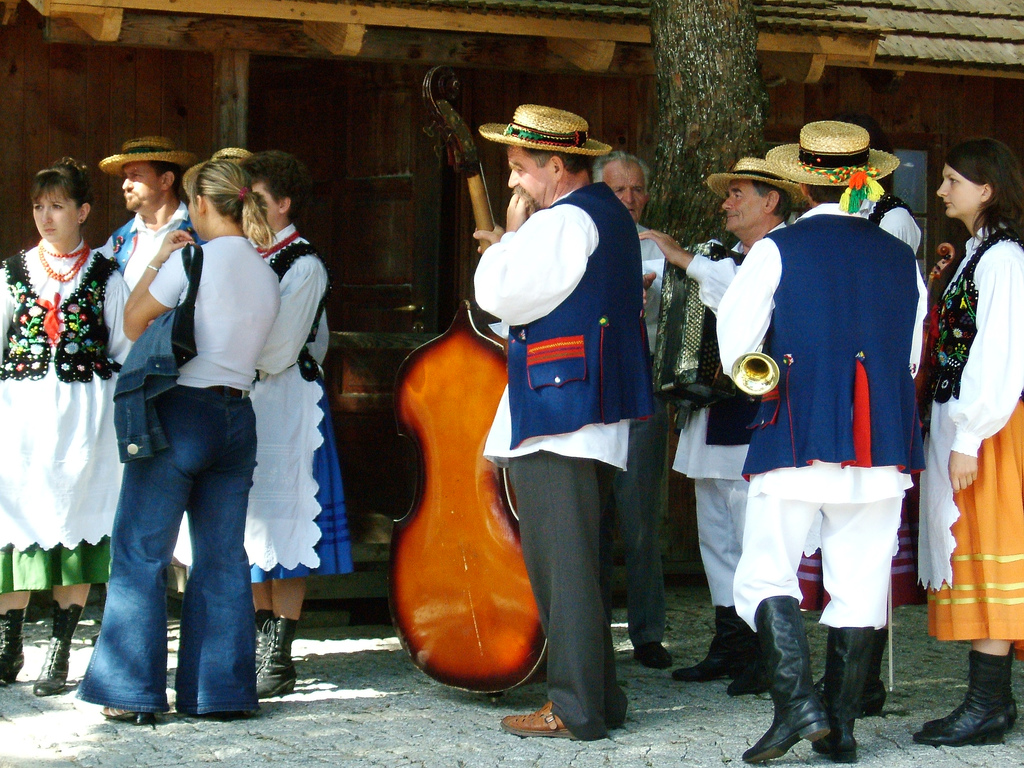
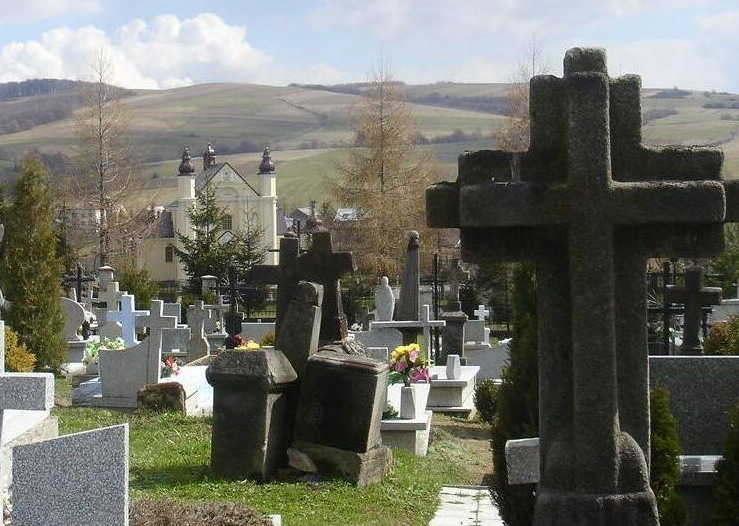
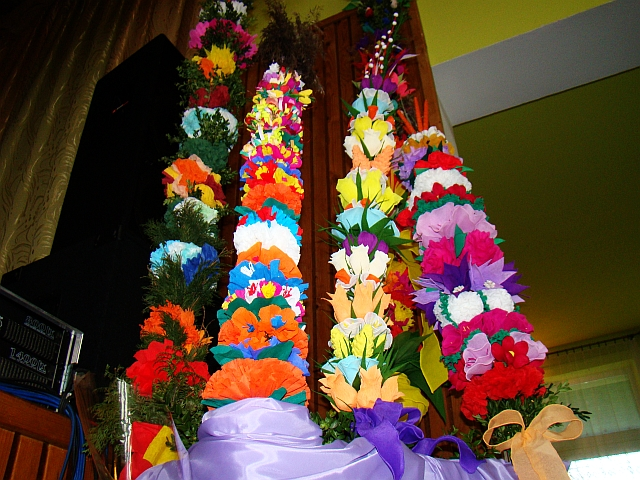
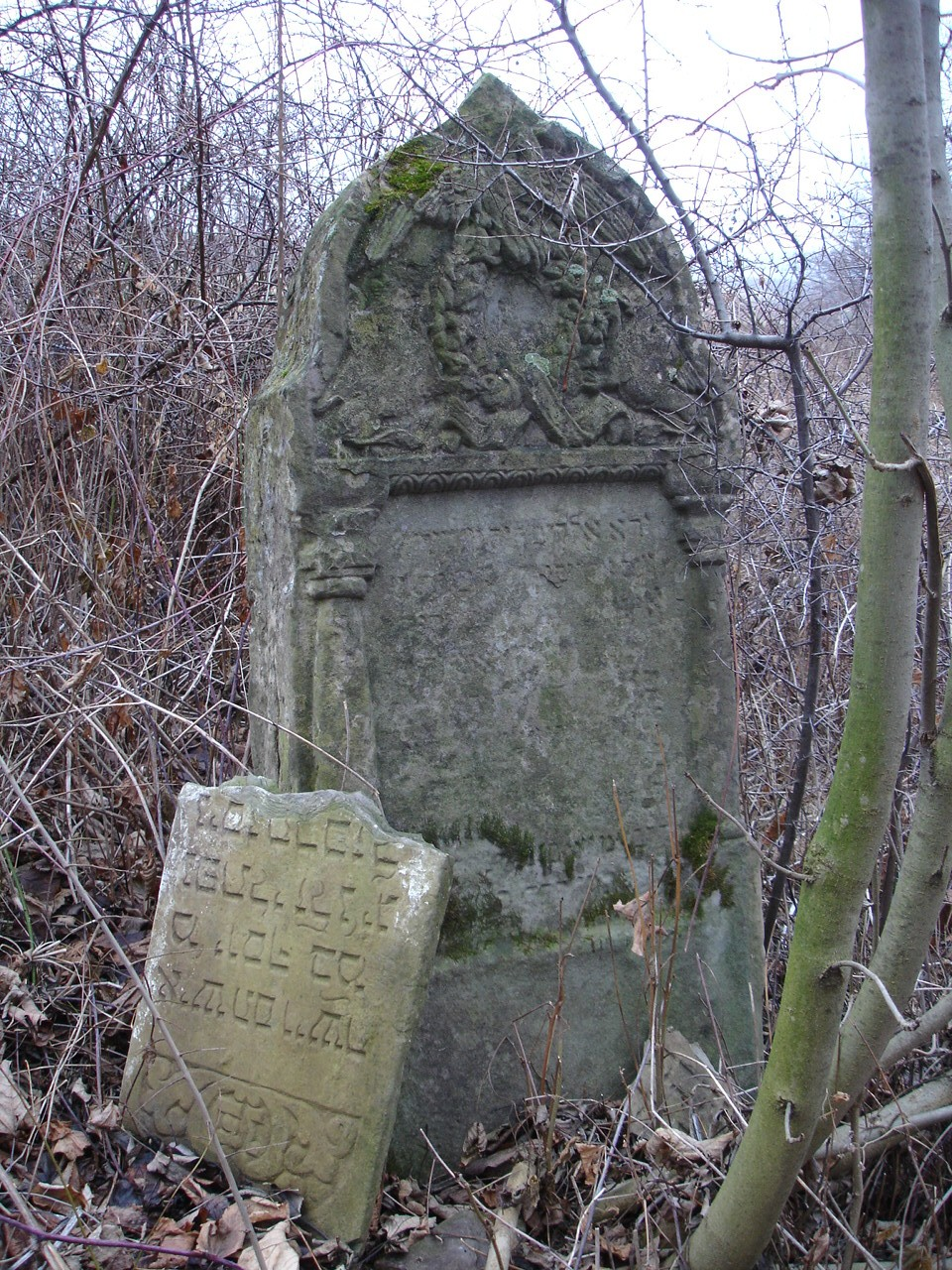
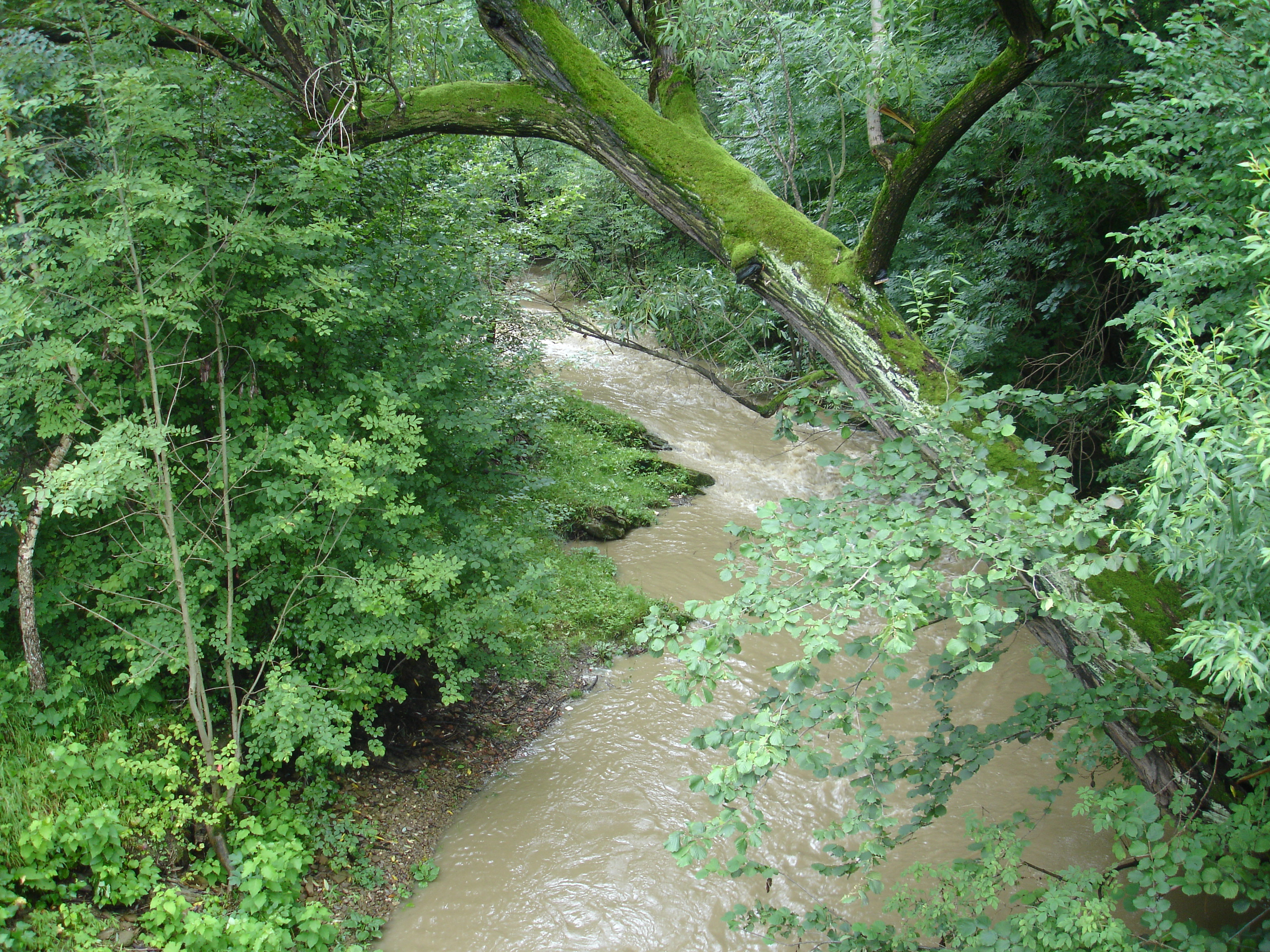
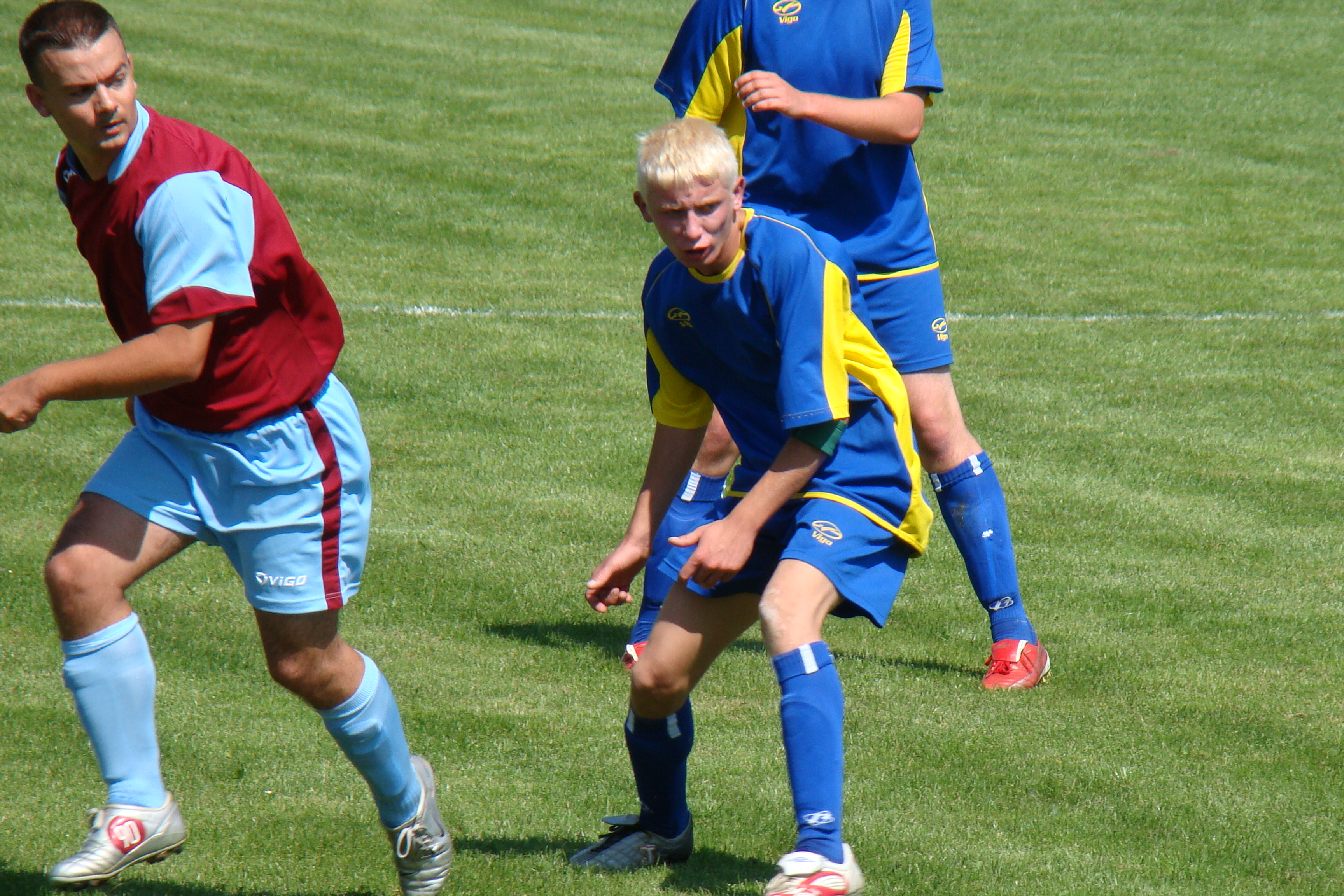

## Liczba ludności
- 1589 – Nowotaniec liczy 175 mieszkańców i 35 domów (według podatku czopowego: 1 floren = 7 domów)
- 1797 – Nowotaniec liczy 419 mieszkańców i 93 domy (według sprawozdania proboszcza cała parafia liczy 1235 osób)
- 1873 – Nowotaniec liczy 473 mieszkańców wyznania rzymskokatolickiego, zaś Nagórzany i Nadolany liczą 885 mieszkańców wyznania rzymskokatolickiego
- 1888 – cała parafia Nowotaniec liczy 1960 mieszkańców wyznania rzymskokatolickiego i 156 mieszkańców wyznania greckokatolickiego
- 1898 – Nowotaniec liczy 634 mieszkańców (w tym 312 mężczyzn, 505 mieszkańców wyznania rzymskokatolickiego, 118 Żydów i 11 grekokatolików) i 103 domy
- 1900 – miasteczko liczy 674 mieszkańców, całkowita pow. miasta wynosi wówczas 346 ha oraz 104 domy[66].
- 2002 – Nowotaniec liczy 430 mieszkańców i 120 domów[potrzebny przypis]

### Emigracja
Po 1848 nasiliły się procesy migracyjne ludności:
- 1848-1866 – Węgry (okolice Koszyc, Jasova),
- 1866-1914 – emigracja zarobkowa do USA[67] (okolice Chicago) i Francji,
- okresie międzywojennym – rejon Bydgoszczy, Tczewa i Białegostoku,
- po II wojnie światowej – głównie Śląsk, w tym Opolszczyzna.

## Turystyka
- Ścieżka edukacyjna z tablicami informacyjnymi „Śladami narodów – Polacy, Żydzi i Rusini w Gminie Bukowsko”
- Przez gminę prowadzą turystyczne szlaki piesze:
  - 1 km poniżej szczytu Pasmo Bukowicy przecina, 5 km od centrum Nowotańca  Kanasiówka (823 m n.p.m.) – Wisłok Wielki – Tokarnia (778 m n.p.m.), 1 km poniżej szczytu – Wola Piotrowa
- wyciągi narciarskie:
  - Karlików (8 km do Nowotańca), Puławy (12 km od wsi),
- baza noclegowa: gospodarstwa agroturystyczne